# 1653
| [ Edytuj tabelę ]              | |
| Król Polski                    | - 1648 Jan Kazimierz 1668 |
| Współksiążęta Andory           | - 1643 Ludwik XIV 1715 |
| Król Anglii i Szkocji          | - 1653 Oliver Cromwell (jako Lord Protector) 1658                                                                                           |
| Elektor Bawarii                | - 1651 Ferdynand Maria 1679 |
| Elektor Brandenburgii          | - 1640 Fryderyk Wilhelm 1688 |
| Sułtan Brunei                  | - 1625 Muhammad Ali 1660 |
| Cesarz Chin                    | - 1644 Shunzhi 1661 |
| Król Czech                     | - 1637 Ferdynand III Habsburg 1657 |
| Król Danii                     | - 1648 Fryderyk III 1670 |
| Dalajlama                      | - 1617 Lobsang Gjaco 1682 |
| Cesarz Etiopii                 | - 1632 Fasiledes 1667 |
| Król Francji                   | - 1643 Ludwik XIV 1715 |
| Król Hiszpanii                 | - 1621 Filip IV 1665 |
| Landgraf Hesji-Kassel          | - 1637 Wilhelm VI Sprawiedliwy 1663 |
| Stadhouder Holandii            | - 1650 pierwszy okres bez stadhoudera 1672                                                                                                  |
| Szach Iranu                    | - 1642 Abbas II 1666 |
| Państwo Wielkich Mogołów       | - 1627 Szahdżahan 1658 |
| Lord Irlandii                  | - 1653 Oliver Cromwell 1658 |
| Cesarz Japonii                 | - 1643 Go-Kōmyō 1654 |
| Kalif                          | - 1648 Mehmed IV 1687 |
| Patriarcha Konstantynopola     | - 1652 Paisjusz I 1653 - 1653 Joannik II 1654                                                                                               |
| Władca Korei                   | - 1649 Hyojong 1659 |
| Książę Kurlandii i Semigalii   | - 1642 Jakub Kettler 1682 |
| Książę Liechtensteinu          | - 1627 Karol Euzebiusz 1684 |
| Książę Monako                  | - 1612 Honoriusz II 1662 |
| Król Nawarry                   | - 1643 Ludwik XIV 1710 |
| Król Norwegii                  | - 1648 Fryderyk III 1670 |
| Sułtan Omanu                   | - 1649 Sultan I ibn Sajf 1688 |
| Elektor Palatynatu             | - 1648 Karol I Ludwik 1680 |
| Papież                         | - 1644 Innocenty X 1655 |
| Książę Parmy i Piacenzy        | - 1646 Ranuccio II 1694 |
| Król Portugalii                | - 1640 Jan IV 1656 |
| Książę w Prusach               | - 1640 Fryderyk Wilhelm Wielki Elektor 1688                                                                                                 |
| Car Rosji                      | - 1645 Aleksy I 1676 |
| Cesarz Rzymski (niemiecki)     | - 1637 Ferdynand III Habsburg 1657 |
| Kapitanowie Regenci San Marino | - 1652 Giacomo Belluzzi Innocenzo Bonelli 1653 - 1653 Lodovico Belluzzi Giovanni Serafini 1653 - 1653 Marc'Antonio Bonetti Pompeo Zoli 1654 |
| Elektor Saksonii               | - 1611 Jan Jerzy I Wettyn 1656 |
| Król Szwecji                   | - 1632 Krystyna Waza 1654 |
| Król Tajlandii                 | - 1630 Prasat Thong 1655 |
| Sułtan Turków                  | - 1648 Mehmed IV 1687 |
| Doża Wenecji                   | - 1646 Francesco Molino 1655 |
| Król Węgier                    | - 1637 Ferdynand IV 1654 |
| Książęta Wirtembergii          | - 1628 Eberhard III 1674 |

Rok 1653 / MDCLIII
stulecia: XVI wiek ~
XVII wiek ~
XVIII wiek

lata: 1643 «
1648 «
1649 «
1650 «
1651 «
1652 «
1653
» 1654
» 1655
» 1656
» 1657
» 1658
» 1663

## Wydarzenia w Polsce
- 24 lutego – rozpoczęcie sejmu w Brześciu Litewskim (przeniesiony z Korony z powodu zarazy)[1].
- 7 kwietnia – zakończenie sejmu w Brześciu Litewskim[1][2].
- 19 maja – wraz ze śmiercią księżnej Elżbiety Lukrecji, wygasła cieszyńska linia Piastów[3].
- 12 sierpnia – wyruszenie wojsk polskich ze Lwowa pod dowództwem króla Jana Kazimierza przeciwko Chmielnickiemu[4]
- grudzień – oblężenie polskiego obozu i bitwa pod Żwańcem[5].
- 16 grudnia – została zawarta polsko-tatarska ugoda żwaniecka zaakceptowana następnie przez Kozaków, kończąca oblężenie polskiego obozu pod Żwańcem, w czasie powstania Chmielnickiego[5].

## Wydarzenia na świecie
- 2 lutego – Nowy Amsterdam (późniejszy Nowy Jork) otrzymał prawa miejskie.
- 10-12 marca – I wojna angielsko-holenderska: stoczono bitwę morską pod Portland.
- 14 marca – I wojna angielsko-holenderska: zwycięstwo floty holenderskiej w bitwie pod Livorno.
- 16 marca – w Anglii rozwiązał się Długi Parlament.
- Kwiecień – w wyniku spisku nowym władcą Mołdawii został Stefan Gheorglie.
- 20 kwietnia – Oliver Cromwell rozwiązał Długi Parlament i powołał tzw. Mały Parlament. Rozpoczęła się dyktatura Olivera Cromwella.
- Maj – zawarty został sojusz pomiędzy Rzecząpospolitą, Siedmiogrodem oraz hospodarstwami wołoskim i mołdawskim.
- 1 maja – zwycięstwo wojsk kozacko-tatarskich nad mołdawskimi w bitwie pod Popricani.
- 22 maja – w trakcie wojny o tron mołdawski stoczono bitwę pod Focșani.
- 26 maja – zwycięstwo wojsk kozacko-mołdawskich nad wołoskimi w bitwie nad rzeką Teleżyną.
- 27 maja:
  - wojska wołosko-siedmiogrodzkie pokonały wojska kozackie w bitwie pod Fintą nad rzeką Lalomitą.
  - w Tournai odkryto grób panującego w V wieku króla Franków Childeryka I z dynastii Merowingów; znaleziono tam też 300 złotych pszczół - którego to owada Napoleon, zainteresowany skarbem Childeryka, umieścił 150 lat później w herbie Cesarstwa.
- 31 maja:
  - Ferdynand IV został wybrany na króla Niemiec.
  - papież Innocenty X ogłosił bullę Cum occasione potępiającą tezy jansenistyczne, zawarte w dziele Augustinus Corneliusa Jansena.
- 3 czerwca – powstanie chłopskie w Szwajcarii: klęska powstańców w bitwie pod Wohlenschwil.
- 12-13 czerwca – I wojna angielsko-holenderska: stoczono bitwę morską na płyciźnie Gabbard.
- 8-10 sierpnia – I wojna angielsko-holenderska: stoczono bitwę morską pod Scheveningen.
- 9 września – Suczawa poddała się wojskom koalicji polsko-siedmiogrodzko-wołosko-mołdawskiej.
- Październik – rosyjski sobór ziemski podjął uchwałę o włączeniu Ukrainy do Rosji i wypowiedział wojnę Rzeczypospolitej.
- 16 grudnia – Oliver Cromwell został Lordem Protektorem Anglii, Szkocji i Irlandii.

- Mieszkaniec Croydon przebiegł z miasteczka St Albans do Londynu (dystans 20 mil pokonał w 1h 30 min.)
- Stłumienie przy użyciu wojska chłopskiej organizacji tzw. Diggerów.

## Urodzili się
- 17 lutego – Arcangelo Corelli, włoski kompozytor baroku (zm. 1713)
- 1 marca – Pacyfik z San Severino, włoski franciszkanin, święty katolicki (zm. 1721)
- 31 maja – Eleonora Habsburg, królowa polska, żona króla Polski Michała Korybuta Wiśniowieckiego (zm. 1697)
- 1 września – Johann Pachelbel, niemiecki kompozytor baroku (zm. 1706)
- 14 października – Maria Poussepin, francuska zakonnica, założycielka Sióstr Miłosierdzia Dominikanek od Ofiarowania NMP, błogosławiona katolicka (zm. 1744)

## Zmarli
- 23 marca – Jan van Galen, oficer holenderskiej marynarki wojennej (ur. 1604)
- 10 lipca – Gabriel Naudé, francuski bibliotekarz i bibliograf (ur. 1600)

- data dzienna nieznana: 
  - Zygmunt Grudziński, wojewoda inowrocławski i kaliski (ur. 1572)
  - Adam Kisiel, prawosławny wojewoda kijowski i bracławski (ur. 1600)
  - Szymon Okolski, polski historyk, teolog i heraldyk (ur. 1580)
  - Adam Aleksander Sanguszko, kasztelan kijowski, wojewoda podolski i wołyński, starosta włodzimierski
  - Joanna Barbara Zamoyska, żona Aleksandra Koniecpolskiego

## Święta ruchome
- Tłusty czwartek: 20 lutego
- Ostatki: 25 lutego
- Popielec: 26 lutego
- Niedziela Palmowa: 6 kwietnia
- Wielki Czwartek: 10 kwietnia
- Wielki Piątek: 11 kwietnia
- Wielka Sobota: 12 kwietnia
- Wielkanoc: 13 kwietnia
- Poniedziałek Wielkanocny: 14 kwietnia
- Wniebowstąpienie Pańskie: 22 maja
- Zesłanie Ducha Świętego: 1 czerwca
- Boże Ciało: 12 czerwca